# Mikkelin Palloilijat
Maillots
Le  Mikkelin Palloilijat (MP) est un club finlandais de football professionnel basé à Mikkeli, qui évolue dans le Championnat de Finlande de football de deuxième division. Le club comprend également des sections de volley-ball, de bandy et d'hockey sur glace.

## Historique
- 1929 : fondation du club sous le nom de MP Mikkeli
- 1998 : fusion avec le MiKi Mikkeli en FC Mikkeli
- 2001 : le club est renommé MP Mikkeli

## Palmarès
- Coupe de Finlande
  - Vainqueur : 1970, 1971